# Zonopterus
Zonopterus è un genere di coleotteri appartenente alla famiglia Cerambycidae.

## Tassonomia
- Zonopterus scabricollis Nonfried, 1895
- Zonopterus consanguineus Ritsema, 1889
- Zonopterus corbetti Gahan, 1906
- Zonopterus flavitarsis Hope, 1843
- Zonopterus redemanni Nonfried, 1892
- Zonopterus rugosus Aurivillius, 1922